# Ловець снів (роман)
«Ловець снів» (англ. Dreamcatcher) — фантастичний роман  американського письменника Стівена Кінга, написаний у 2001 році. У 2003 році за романом був знятий  однойменний фільм.

## Сюжет
Четверо друзів дитинства досі не втратили один одного, іноді вони виїжджають разом на полювання. Їх об'єднує ще одне — володіння надприродними здібностями. Можливо, ними наділив їх ще один друг дитинства — Даддітс (його розумовий розвиток затримався на рівні 5-річної дитини), який зараз перебуває на межі смерті.
Тим часом на землю потрапляє корабель прибульців, який приносить людям жахливу заразу — золотисто-червоний мох байрума, який, заражаючи людей, не тільки дарує їм здатність до телепатії, але також і вражає їх кишковий тракт, перетворюючись в паразита, розростається і вбиває носія. Як виявляється пізніше, деякі люди під впливом байрума страждають зовсім інакше …

## Герої
- Гері Джоунс на прізвисько Джонсі — один з чотирьох друзів, викладач історії в університеті. Одружений, є діти.
- Джозеф Кларендон на прізвисько Бівер — один з чотирьох друзів, має звичку постійно гризти зубочистки, від чого і отримав кличку Бівер (англ. Beaver — Бобер). Не має сім'ї, зате має схильність до вживання алкоголю.
- Піт Мур — один з чотирьох друзів. Також самотній і має проблеми з алкоголем. Працює продавцем автомобілів.
- Генрі Девлін — один з чотирьох друзів, самотній, працює психіатром. Думає про самогубство через депресію.
- Дуглас Кейвел на прізвисько Даддітс — людина з розумовим розвитком п'ятирічної дитини, якого в дитинстві врятували від біди Джонсі, Бівер, Піт і Генрі. Після цього випадку хлопчики і Даддітс здружилися.
- Полковник Абрахам Курц — американський військовий, очолює екстрено створений підрозділ з боротьби з іншопланетною загрозою. В процесі роману сходить з розуму.
- Овен Андерхілл — підлеглий полковника Курца, «подвійний агент».
- Містер Грей — сутність, що оселилася в Джонсі після контакту з спорами байрума. Повністю підпорядковує собі нове тіло, але Джонсі за рахунок своїх надприродних здібностей вдається зберегти свою особистість на ізольованій ділянці пам'яті. Містер Грей хоче заразити весь світ байрумом, щоб відродити свою расу.

## Цікаві факти
- Робоча назва книги було «Рак» (хвороба), але дружина письменника вмовила його дати іншу назву.
- Джонсі і містер Грей бачать меморіал «Загиблим в Деррі під час повені 1985» — це відсилання до роману  «Воно» Кінга.
- Божевільний полковник Курц — алюзія на героя роману Джозефа Конрада "Серце пітьми" та знятого за його мотивами фільму Ф. Ф. Копполи «Апокаліпсис сьогодні».

## Переклад українською
Вперше переклад українською з'явився у 2016 році у видавництві КСД у перекладі Вікторії Меренко.